# 2596 Vainu Bappu
A 2596 Vainu Bappu (ideiglenes jelöléssel 1979 KN) a Naprendszer kisbolygóövében található aszteroida. Richard Martin West fedezte fel 1979. május 19-én.